# 전격문고 파이팅 클라이맥스
전격문고 파이팅 클라이맥스(電撃文庫 FIGHTING CLIMAX, Dengeki Bunko: Fighting Climax)는 에콜 소프트웨어와 프렌치 브레드가 개발하고 세가가 출시한 2D 아케이드 격투 게임이다. 이 게임은 아스키 미디어 웍스의 전격 문고 임프린트 20주년을 기념하며 각인으로 출판된 라이트 노벨의 다양한 캐릭터가 등장한다. 이 게임은 2014년 3월 일본 아케이드에 처음 출시되었고 이후 2014년 11월 13일 플레이스테이션 3 및 플레이스테이션 비타에 출시되었다. 콘솔 버전은 2015년 10월 북미와 유럽에 출시되었다. 게임의 주제가는 카와다 마미의 "Belief"이다.
전격문고 파이팅 클라이맥스 이그니션(電撃文庫 FIGHTING CLIMAX IGNITION, Dengeki Bunko Faitingu Kuraimakkusu Igunishion)이라는 게임의 업데이트 버전이 2015년 7월에 출시되었다. 이 업데이트에는 추가 캐릭터와 더욱 균형 잡힌 게임 플레이가 포함되어 있다. 업데이트된 버전은 2015년 12월 일본에서만 플레이스테이션 3, 플레이스테이션 4 및 플레이스테이션 비타에 출시되었다. 업데이트 버전의 주제가는 LiSA의 'ID'이다.

## 평가
| 평가 |                           |
| --- | ------------------------- |
| 통합 점수 통합사 점수 게임랭킹스 67.06%(PS3) [ 1 ] 73.20% (Vita) [ 2 ] 메타크리틱 66% (PS3) [ 3 ] 75% (Vita) [ 4 ] 평론 점수 평론사 점수 디스트럭토이드 65% [ 5 ] |                           |
| 통합 점수 |                           |
| 통합사 | 점수                      |
| 게임랭킹스 | 67.06%(PS3) 73.20% (Vita) |
| 메타크리틱 | 66% (PS3) 75% (Vita)      |
| 평론 점수 |                           |
| 평론사 | 점수                      |
| 디스트럭토이드 | 65%                       |